# Санта Чечилия ин Трастевере
„Санта Чечилия ин Трастевере“ (на италиански: Santa Cecilia in Trastevere) е титулярна християнска базилика в Рим, в района Трастевере, посветена на Света Цецилия.

## История
Първата църква е издигната през V век на мястото, където се намирал домът на Цецилия и мъжа ѝ Валериан, които по времето на Марк Аврелий загиват от мъченическа смърт.
Новата базилика е построена през 822 г. по времето на понтификата на папа Пасхалий І (817 – 824), който премества от катакомбите „Свети Калист“ в новопостроената църква мощите на Света Цецилия. Последващите реставрации се осъществяват през 1725, 1823, 1955 и 1980 г.

## Интериор
Пред олтара на църквата се намира мраморната статуя „Мъченичеството на Света Цецилия“, работа на Стефано Мадерно (1599 – 1600 г.). В църквата се намират и фрагменти от фреската „Страшният съд“ на Пиетро Кавалини (1293 г.).